# 364년

## 연호
- 동진(東晉) 흥녕(興寧) 2년
- 전량(前凉) 승평(昇平) 8년
- 전연(前燕) 건희(建熙) 5년
- 전진(前秦) 감로(甘露) 6년
- 대(代) 건국(建國) 27년

## 기년
- 동진(東晉) 애제(哀帝) 3년
- 신라(新羅) 내물 마립간(奈勿麻立干) 9년
- 고구려(高句麗) 고국원왕(故國原王) 34년
- 백제(百濟) 근초고왕(近肖古王) 19년

## 사건
- 2월 26일 - 로마 황제 발렌티니아누스 1세 즉위

## 사망
- 2월 17일 - 로마 황제 요비아누스